# Lac Gatún
Le lac Gatún (espagnol : Lago Gatún) est un lac artificiel situé dans la République de Panama ; il constitue une partie importante du canal de Panama. Le lac a été créé entre 1907 et 1913 par la construction du barrage Gatún sur le río Chagres. Au moment de sa création, le lac était le plus grand lac artificiel au monde, et le barrage était le plus grand barrage en terre.

## Description
Le lac se trouve dans la vallée de la rivière Chagres. La construction du barrage Gatún à 10 km de l'embouchure de la rivière dans la mer des Caraïbes l'a créé entre 1907 et 1913. La topographie était idéale pour y créer un lac : les montagnes entourant la vallée s'ouvrent largement autour de la région du lac mais se referment pour laisser un espace de 20 km de large à l'endroit du barrage. 

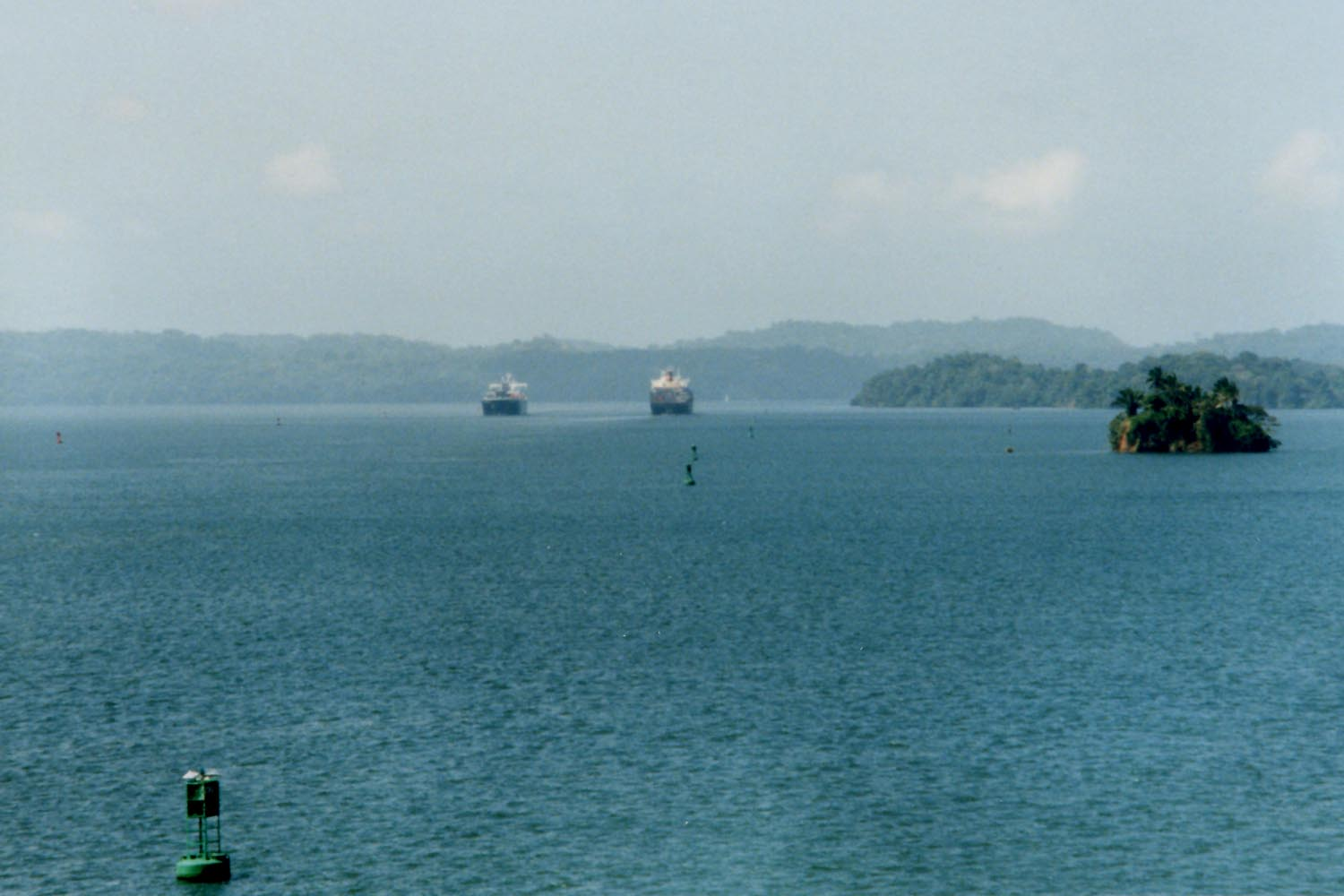
Les navires suivent un chenal balisé entre les îles.

Il couvre une surface de 425 km2 à son niveau normal de 26 m au-dessus du niveau de la mer ; il contient 5,2 km3 d'eau, ce qui est à peu près ce que la rivière Chagres apporte annuellement.  
Avec sa création, de nombreuses collines devinrent des îles. La plus haute et la plus connue est l'île Barro Colorado qui abrite le célèbre Smithsonian Tropical Research Institute.
Le lac a donné son nom à la structure de Gatún, soupçonnée d'être un cratère d'impact.

## Rôle dans le canal
Le lac Gatún est un composant important du canal de Panama ; il forme 32,7 km du canal lui-même en incluant la partie sur la rivière Chagres, l'autre partie importante étant la coupe Gaillard de 12,6 km.
Le canal forme un chenal clairement balisé autour des îles, suivant une route en eau profonde dirigée au sud depuis les écluses de Gatún, puis vers l'est. Un raccourci appelé la « coupe Banana » entre les îles permet aux plus petits bateaux d'éviter le trafic des cargos.
De la vallée inondée par le lac remontent parfois quelques souches d'acajou, et les troncs à moitié submergés peuvent devenir un danger pour les bateaux s'aventurant en dehors du chenal balisé.
Le lac est également utilisé comme réservoir afin d'alimenter en eau les écluses du canal : chaque navire qui passe utilise 202 000 m3 d'eau, et 14 000 navires transitent chaque année. La saisonnalité des précipitations rend la présence du lac obligatoire en tant que réservoir.
Cependant, la déforestation a réduit la capacité du sol à absorber les précipitations et a réduit la capacité du site. Le Lac Alajuela a ainsi été établi au moyen d'un second barrage afin d'augmenter le volume de la réserve d'eau.
En mai 2019, après plusieurs mois de sécheresse, le niveau de l'eau baisse drastiquement.